# Дерсу Узала
Дерсу Узала е ловец и изследовател в Руската империя, прекарал целия си живот в тайгата край р. Усури. По народност е нанаец (голд).
Той е главен герой в белетризираните пътеписи на Владимир Арсениев „Дерсу Узала“ и „По Усурийския край“ (на руски: „По Уссурийскому краю“).

## История
В периода 1902 – 1907 г. младият учен Владимир Арсениев и „горският човек“ Дерсу Узала изминават заедно много версти през усурийската тайга и стават добри приятели.
След експедицията през 1907 г. Арсениев кани остарелия и полусляп Дерсу да живее в дома му в Хабаровск. Дерсу много обича своя „капитан“, но животът в града го отегчава. През пролетта на 1908 г. той се прощава с добрия си приятел и тръгва пеш към родните си места към изворите на река Усури. Намират го убит близо до гара Корфовская, недалеч от Хабаровск. На смрачаване Дерсу се установява край пътя и пали огън, за да прекара студената есенна нощ. Грабителите не намират в Дерсу никакви ценни вещи. Владимир Арсениев предполага, че е убит заради пушката му.

## Памет
Недалеч от мястото, където загива Дерсу Узала, е поставен гранитен блок в негова памет.

## Романи и екранизации

### Романи
- „По Уссурийскому краю“ (1921)
- „Дерсу Узала“ (1923)

### Филми
- „Дерсу Узала“, 1961 г. Режисьор: Агаси Бабаян. Сценарист: И. Болгарин
- „Дерсу Узала“, 1975 г. Режисьор: Акира Куросава. Сценарист: Юрий Нагибин